# Harden (Mondkrater)
Harden ist ein kleiner Einschlagkrater auf der Rückseite des Erdmondes. Er liegt im östlichen Teil der vom Krater Mendeleev gebildeten Ebene. Im Südosten überlappt der große Krater Schuster den Ringwall von Mendeleev.
Der Krater Harden ist kreisrund und weder sein Rand noch sein schüsselförmiges Inneres weisen bemerkenswerte Erosionsspuren oder Überlappungen durch jüngere Krater auf. Seine Albedo ist geringfügig höher als die des umliegenden Geländes, jedoch fehlen die hellen Auswurfmaterialien, die für viele jüngere Krater typisch sind.